# Qatar ExxonMobil Open 2021
Giải quần vợt Qatar Mở rộng 2021 (còn được biết đến với Qatar ExxonMobil Open 2021 vì lý do tài trợ) là một giải quần vợt nam thi đấu trên mặt sân cứng ngoài trời. Đây là lần thứ 29 Giải quần vợt Qatar Mở rộng được tổ chức, và là một phần của ATP Tour 250 trong ATP Tour 2021. Giải đấu diễn ra tại Khalifa International Tennis and Squash Complex ở Doha, Qatar từ ngày 8 đến ngày 14 tháng 3 năm 2021.

## Điểm và tiền thưởng

### Phân phối điểm
| Sự kiện | VĐ  | CK  | BK | TK | Vòng 1/16 | Vòng 1/32 | Q  | Q2 | Q1 |
| Đơn     | 250 | 150 | 90 | 45 | 20        | 0         | 12 | 6  | 0  |
| Đôi     | 250 | 150 | 90 | 45 | 0         | —         | —  | —  | —  |

### Tiền thưởng
| Sự kiện | VĐ      | CK      | BK      | TK      | Vòng 1/16 | Vòng 1/32 | Q2     | Q1     |
| Đơn     | $69,520 | $51,340 | $36,940 | $25,045 | $16,780   | $11,270   | $5,760 | $3,395 |
| Đôi*    | $22,720 | $16,610 | $12,630 | $9,040  | $6,610    | —         | —      | —      |

*mỗi đội

## Nội dung đơn

### Hạt giống
| Quốc gia | Tay vợt               | Xếp hạng1 | Hạt giống |
| -------- | --------------------- | --------- | --------- |
| AUT      | Dominic Thiem         | 4         | 1         |
| SUI      | Roger Federer         | 5         | 2         |
| RUS      | Andrey Rublev         | 8         | 3         |
| CAN      | Denis Shapovalov      | 11        | 4         |
| ESP      | Roberto Bautista-Agut | 13        | 5         |
| BEL      | David Goffin          | 14        | 6         |
| SUI      | Stan Wawrinka         | 20        | 7         |
| CRO      | Borna Ćorić           | 26        | 8         |

- 1 Bảng xếp hạng vào ngày 1 tháng 3 năm 2021.

### Vận động viên khác
Đặc cách:
- Malek Jaziri
- Aslan Karatsev
- Sumit Nagal

Vượt qua vòng loại:
- Lloyd Harris
- Christopher O'Connell
- Ramkumar Ramanathan
- Blaz Rola

Thua cuộc may mắn:
- Norbert Gombos

### Rút lui
Trước giải đấu
- Kevin Anderson → thay thế bởi  Nikoloz Basilashvili
- Pablo Carreño Busta → thay thế bởi  Richard Gasquet
- Borna Ćorić → thay thế bởi  Norbert Gombos
- Hubert Hurkacz → thay thế bởi  Alexander Bublik
- Gaël Monfils → thay thế bởi  Vasek Pospisil

Trong giải đấu
- Márton Fucsovics
- Richard Gasquet

## Nội dung đôi

### Hạt giống
| Quốc gia | Tay vợt              | Quốc gia | Tay vợt           | Xếp hạng1 | Hạt giống |
| -------- | -------------------- | -------- | ----------------- | --------- | --------- |
| COL      | Juan Sebastián Cabal | COL      | Robert Farah      | 3         | 1         |
| CRO      | Nikola Mektić        | CRO      | Mate Pavić        | 8         | 2         |
| CRO      | Ivan Dodig           | SVK      | Filip Polášek     | 19        | 3         |
| BRA      | Marcelo Melo         | NED      | Jean-Julien Rojer | 36        | 4         |

- 1 Bảng xếp hạng vào ngày 1 tháng 3 năm 2021.

### Vận động viên khác
Đặc cách:
- Malek Jaziri /  Mubarak Shannan Zayid
- Blaž Rola /  Mousa Shanan Zayed

### Bỏ cuộc
- Frederik Nielsen /  Tim Pütz

## Nhà vô địch

### Đơn
- Nikoloz Basilashvili đánh bại  Roberto Bautista-Agut, 7–6(7–5), 6–2

### Đôi
- Aslan Karatsev /  Andrey Rublev đánh bại  Marcus Daniell  /  Philipp Oswald, 7–5, 6–4.